# Thomas Brudermann
Thomas Brudermann (* 1981 in Wolfsberg) ist ein österreichischer Nachhaltigkeitsforscher.

## Leben
Thomas Brudermann studierte Informatik (2000–2007) und Wirtschaftspsychologie (2007–2009) an der Universität Klagenfurt und wurde 2009 in Wirtschaftspsychologie zum Dr.rer.nat. promoviert. Er war Universitätslektor am Institut für Psychologie und an der Abteilung für Human Resource Management, Leadership und Organizational Behavior der Universität Klagenfurt (2008–2012, 2014) und Gastforscher am National Institute for Environmental Studies (NIES) in Tsukuba, Japan (2013, 2014). Von 2011 bis 2015 war er Universitätsassistent am Institut für Systemwissenschaften, Innovations- und Nachhaltigkeitsforschung der Universität Graz. Nach Engagement als Gastwissenschaftler am Asian Institute of Technology (AIT) in Pathum Thani, Thailand, war er von 2016 bis 2021 wiederum Universitätsassistent am Institut für Systemwissenschaften, Innovations- und Nachhaltigkeitsforschung der Universität Graz. Nach seiner Habilitation 2021 erhielt er die Venia Docendi für Nachhaltigkeit und Innovationsforschung an der Universität Graz, war dort Privatdozent und wurde im gleichen Jahr zum Außerordentlichen Professor an der Universität Graz ernannt.
In seiner Forschung beschäftigt sich Thomas Brudermann mit verhaltenswissenschaftlichen Aspekten von Klimawandel und Nachhaltigkeit. Weitere Arbeitsgebiete sind Verhaltensökonomik und experimentelle Ökonomik, Wirtschaftspsychologie und Umweltpsychologie, Nachhaltigkeit und Innovationsmanagement, Nachhaltige Entwicklung und Systemwissenschaften und Komplexe Adaptive Systeme.
2023 wurde er zum Mitglied des wissenschaftlichen Klimabeirats der Stadt Graz berufen. Außerdem betätigt er sich als Kolumnist für Focus Online und Tag Eins – Magazin für Veränderung. Er ist Autor und Co-Autor von über 30 Veröffentlichungen in internationalen Fachzeitschriften und Büchern. sowie Beiträgen in Printmedien, Radio und TV-Medien wie ORF, ARD, SRF, Deutschlandfunk, Der Standard, Die Zeit und weitere.

## Auszeichnungen
- 2023 mit Annechien Hoeben: Eunice-Foote-Preis für wissenschaftliche Klimakommunikation.[9]

## Publikationen (Auswahl)
- Massenpsychologie. Psychologische Ansteckung, kollektive Dynamiken, Simulationsmodelle. Springer, Wien New York 2010, ISBN 978-3-211-99760-4.
- mit T. Sangkakool: Green roofs in temperate climate cities in Europe – an analysis of key decision factors. Urban Forestry and Urban Greening. 2017.
- mit R. Holländer, R. Pastres R, A. Posch A und P. Schot: Integrating Interdisciplinarity and Internationality in Sustainable Development Education. 2017.
- mit R. Zaman und A. Posch: Not in my hiking trail? Acceptance of wind farms in the Austrian Alps. Clean Technologies and Environmental Policy, 2019.
- mit A. Thaller, E. Fleiß: No glory without sacrifice — drivers of climate (in)action in the general population. Environmental Science & Policy, 2020.
- mit A. Thaller: "You know nothing, John Doe" – Judgmental overconfidence in lay climate knowledge. Journal of Environmental Psychology, 2020.
- Die Kunst der Ausrede. Warum wir uns lieber selbst täuschen, statt klimafreundlich zu leben. Mit Illustrationen und Grafiken von Annechien Hoeben, Oekom-Verlag, München 2022, ISBN 978-3-96238-389-3.